# قلعة نارين (نائين)
قلعة نارين هي قلعة تاريخية تعود إلى عصر الإمبراطورية الفرثية، وتقع في نائين.

## معرض الصور

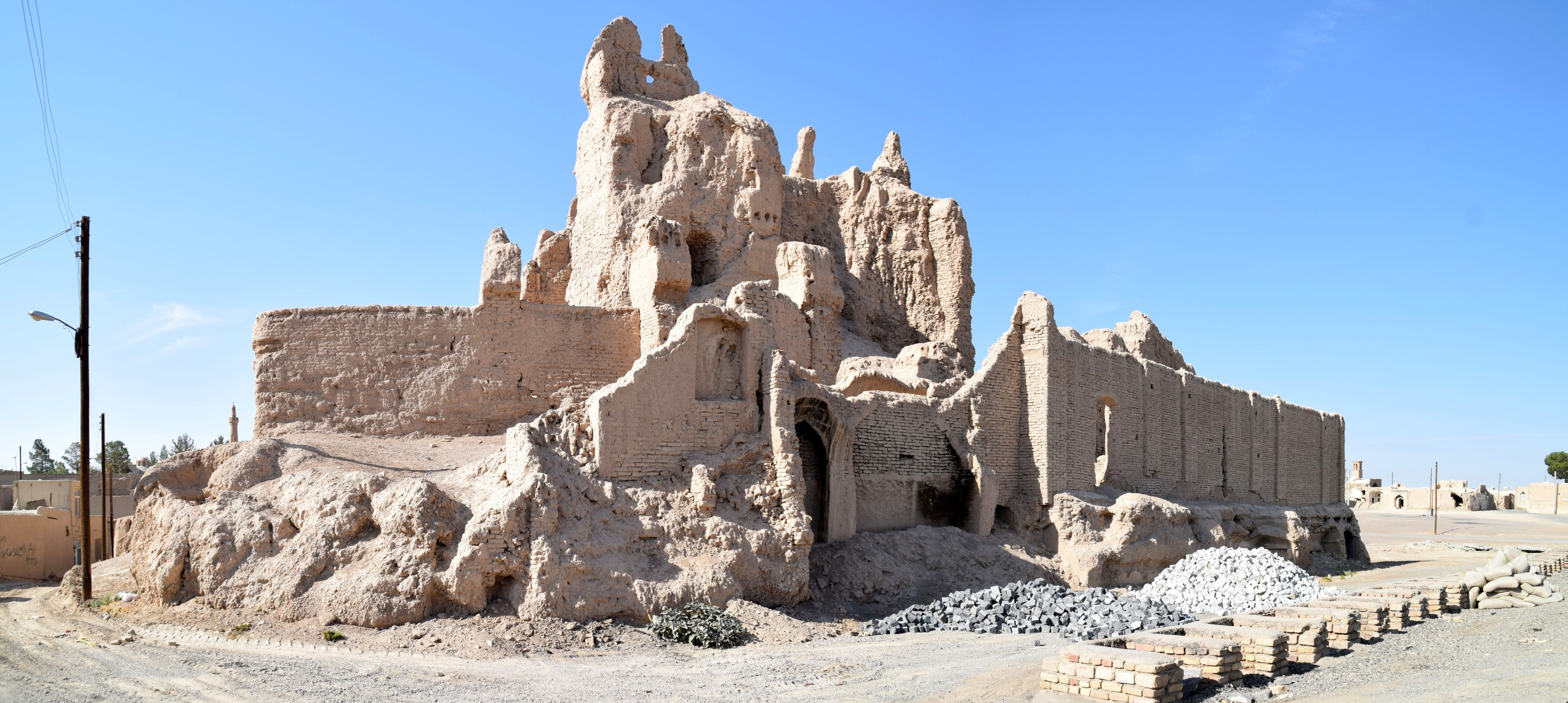
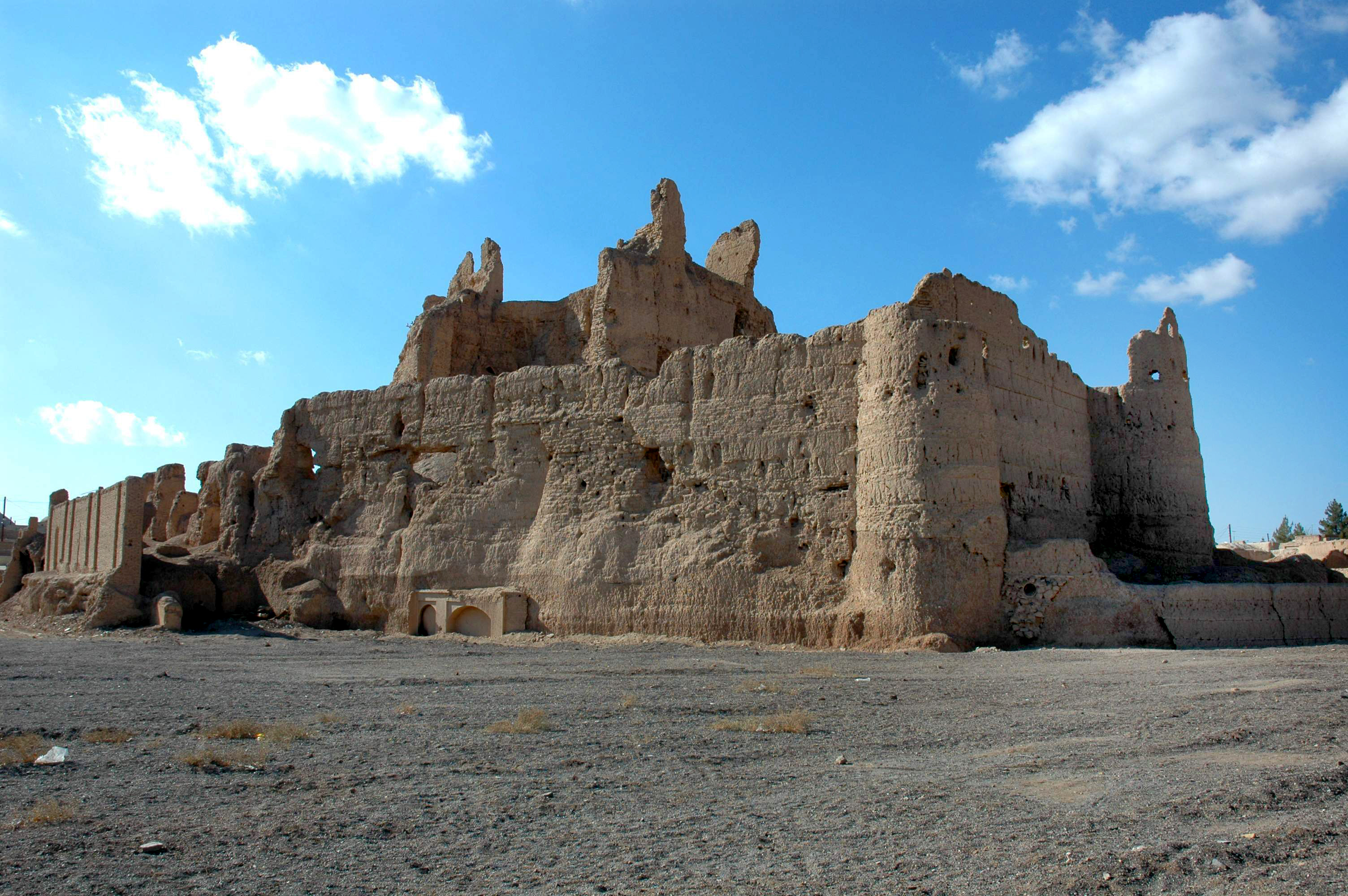
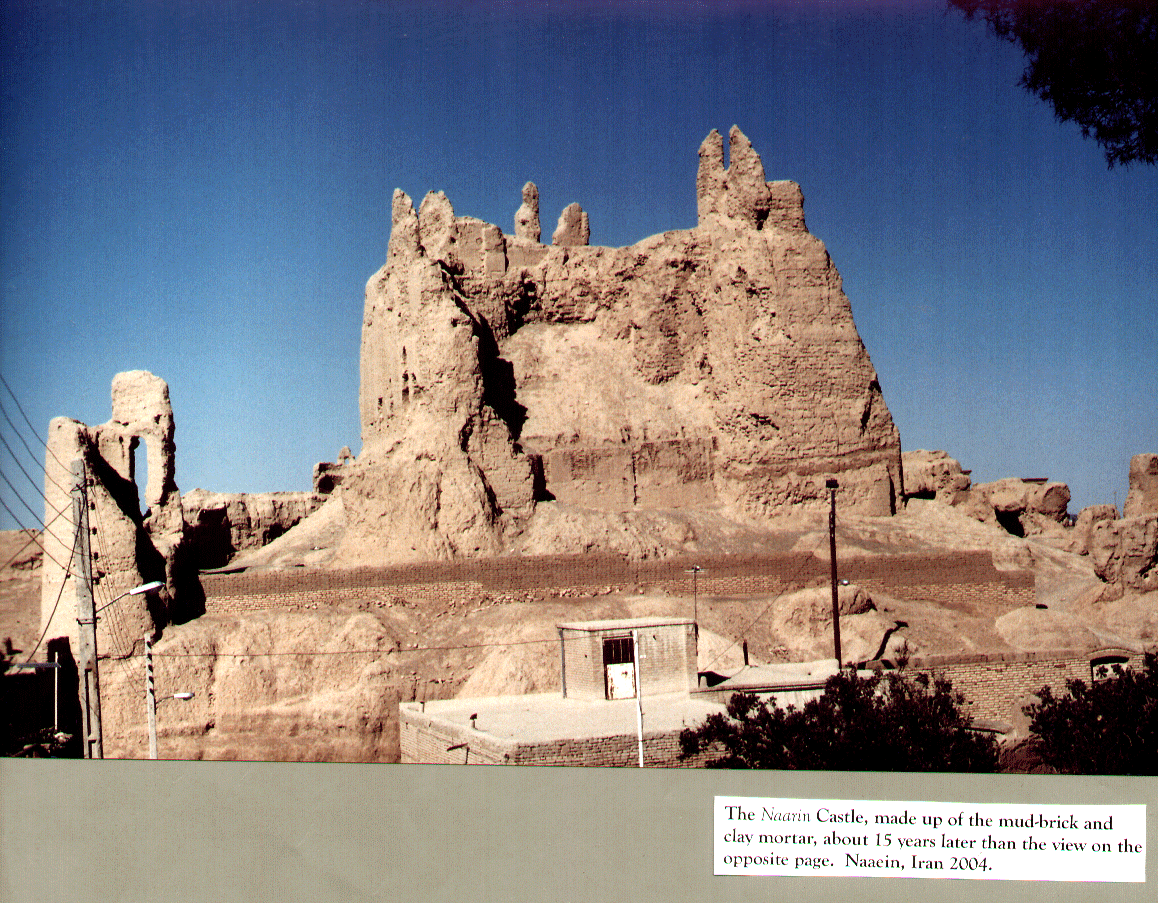
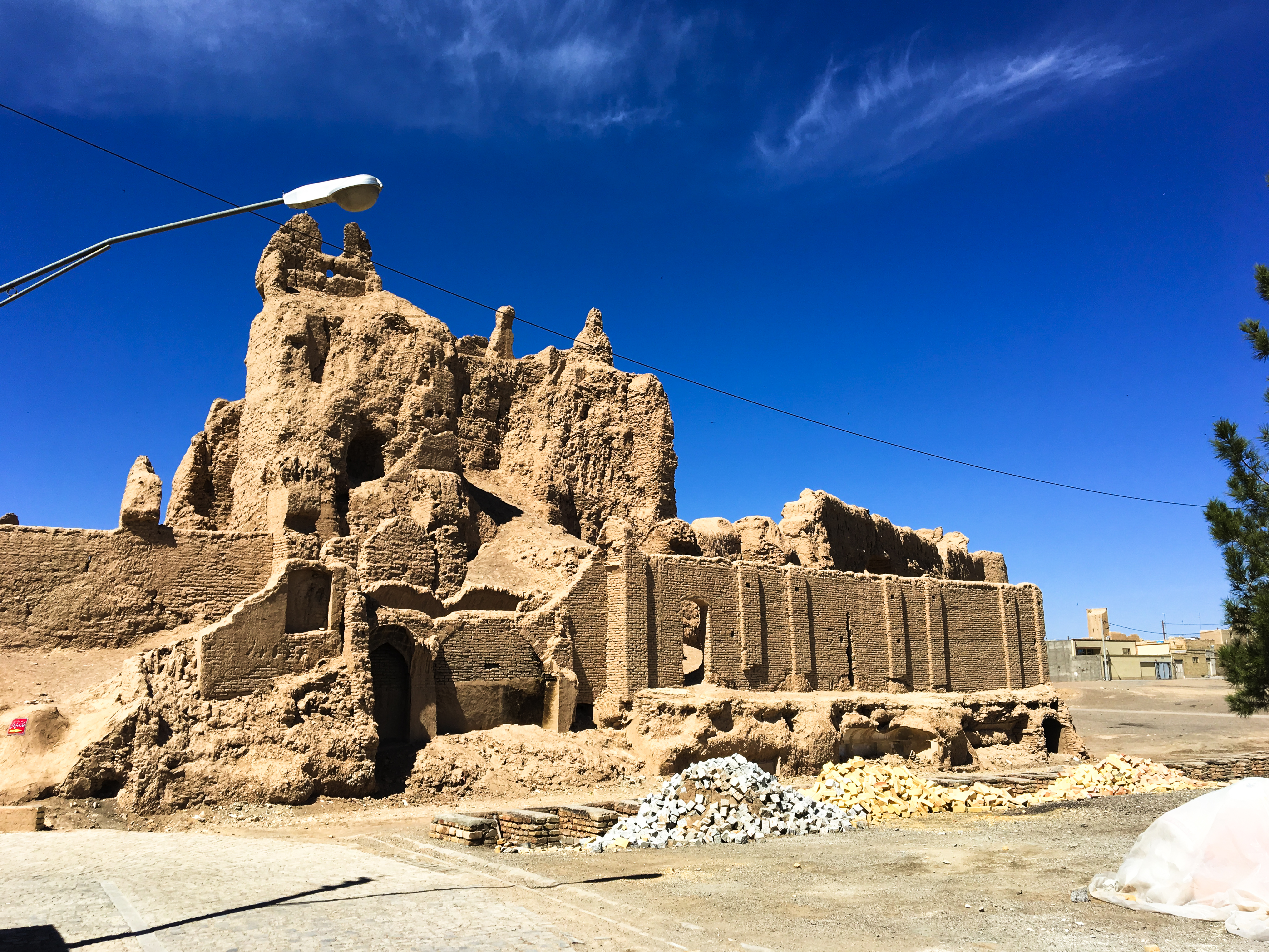
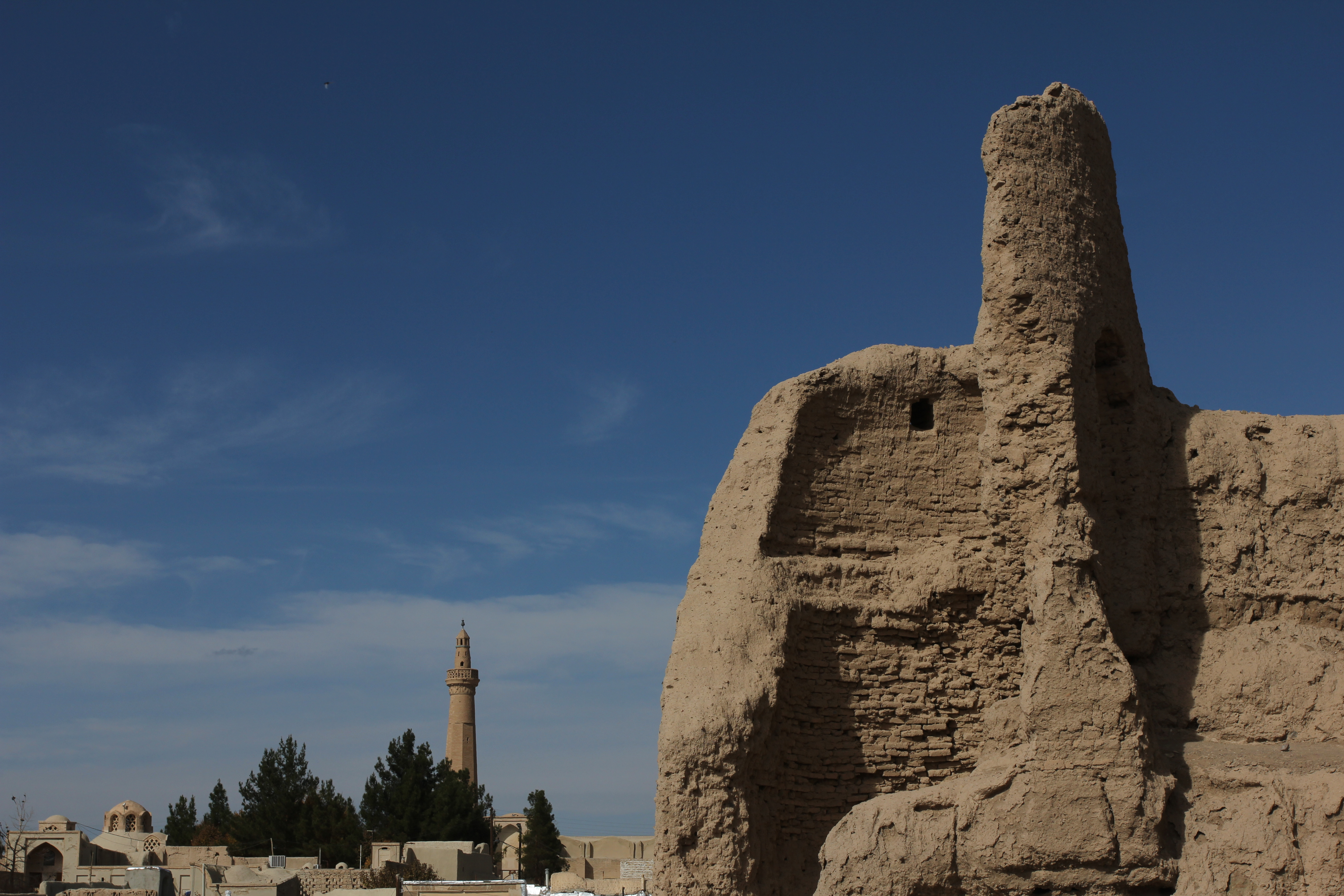
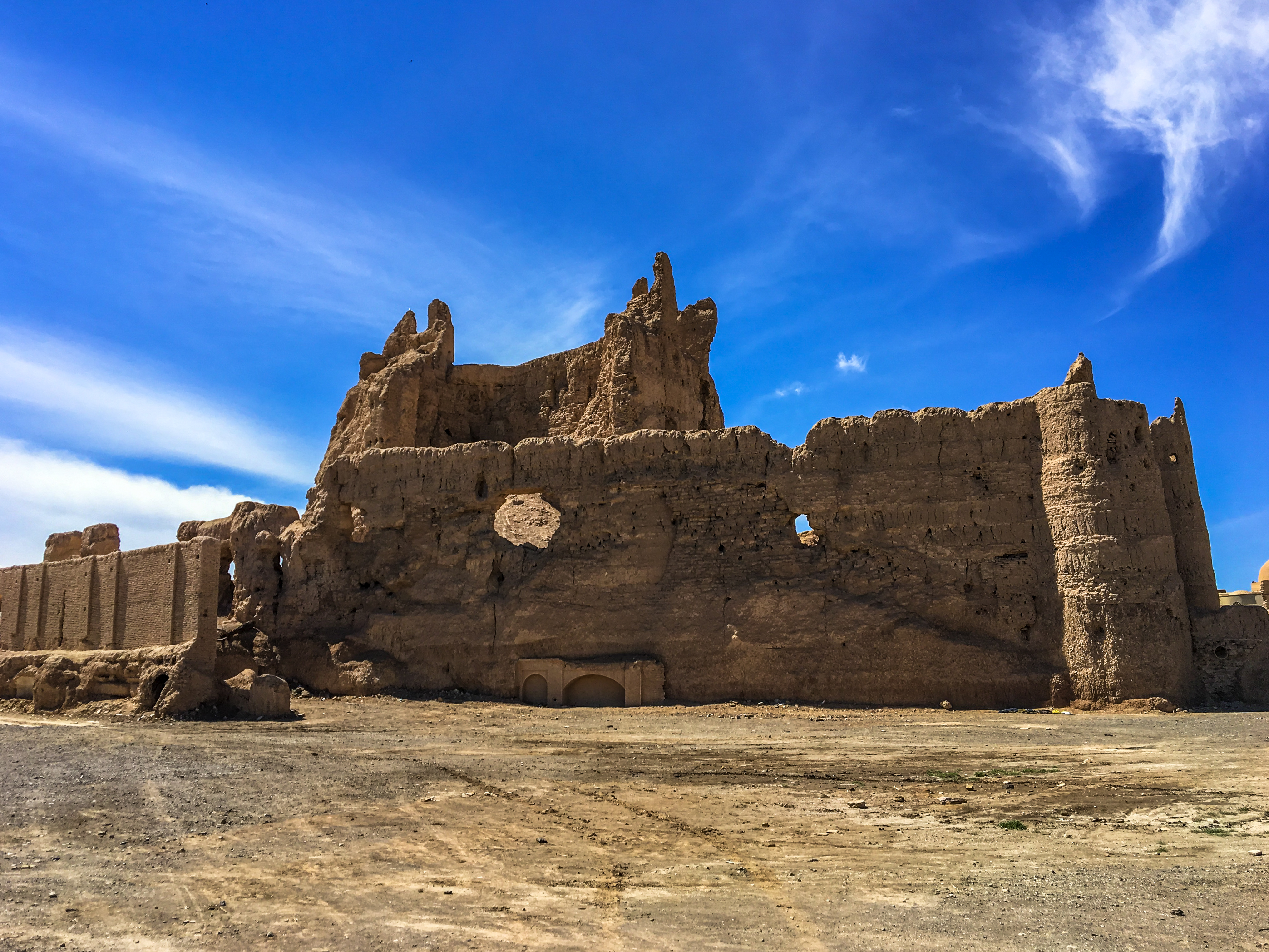
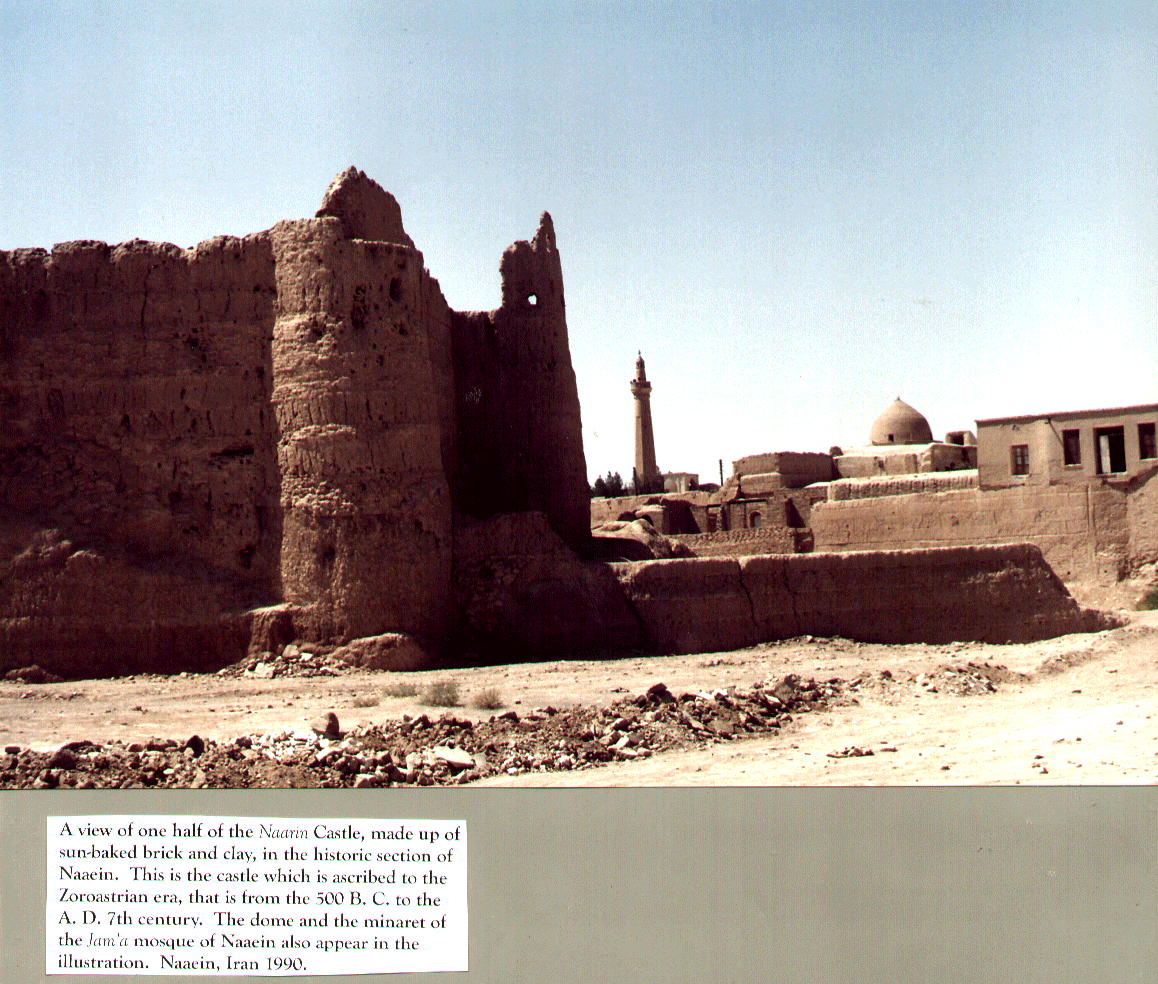
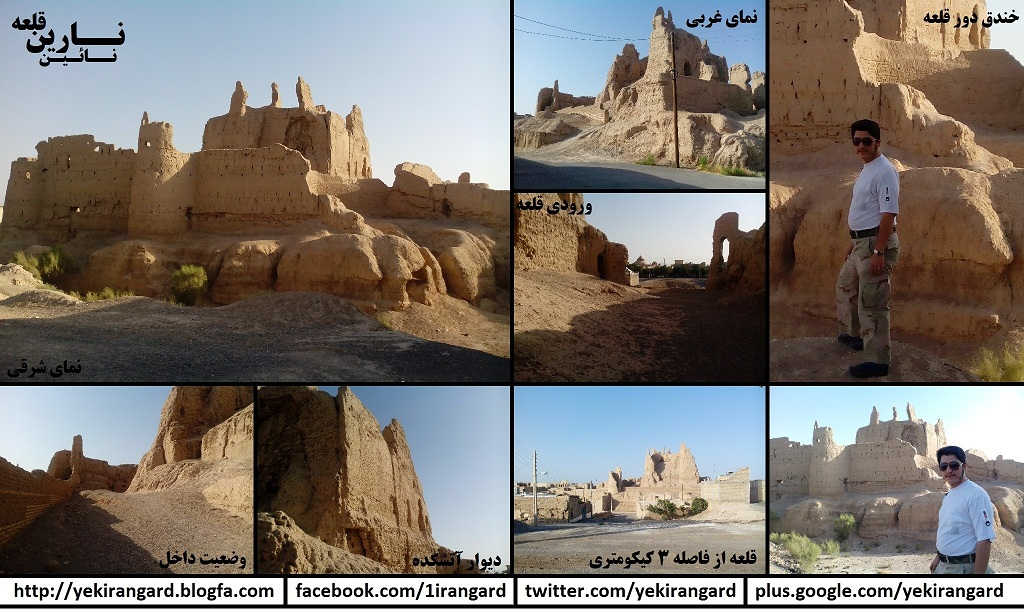